# Pippa Allen
Pour les articles homonymes, voir Allen.
 (janvier 2019).
Si vous disposez d'ouvrages ou d'articles de référence ou si vous connaissez des sites web de qualité traitant du thème abordé ici, merci de compléter l'article en donnant les références utiles à sa vérifiabilité et en les liant à la section « Notes et références ».
Pippa Allen, née le 12 novembre 2000 à Amsterdam, est une actrice néerlandaise.

## Filmographie

### Cinéma
- 2011 : Patatje Oorlog (nl) : Kiek
- 2014 : Oorlogsgeheimen (nl) : Maartje

### Téléfilms
- 2012 : Sweet Love : Roos
- 2013 : Van Gogh; een huis voor Vincent : Marjolein van Gogh
- 2013 : Flikken Maastricht : Machteld Wilberts